# Мазіхін Юрій Володимирович
Ю́рій Володи́мирович Мазі́хін (нар. 8 травня 1961, Березники, Пермський край, РРФСР) — російський актор. Озвучував Татуса в російськомовній версії мультсеріалу «Фіксики».

## Біографія
Народився 8 травня 1961 року в м Березники, Пермської області. У 1988 році закінчив Свердловський Театральний інститут.
З 1988 по 1993 рік — актор в Свердловському державному театрі музичної комедії. З 1993 по 1996 рік — актор Театру «Мюзікленд» в Москві. З 1996 по 1999 рік працював в Московському драматичному театрі «Модерн». Виконавець ролі Саші в мюзиклі «Tomorrowland». Володар призів російських і міжнародних конкурсів акторів музичного жанру. Ведучий учасник проекту «Норд-Ост» (роль Миколи Антоновича Татаринова). У трупі Театру на Таганці — з 2000 року.

## Дискографія
- Гра у жмурки
- Кішки-мишки
- Розшукова методу Порфирія
- Механічне піаніно
- Романс Порфірія
- Коровай, коровай…

## Призи і нагороди
- Лауреат премії «Золота маска» 2003 року в номінації «краща чоловіча роль».